# وزارة المالية (الاتحاد السوفيتي)
وزارة المالية في اتحاد الجمهوريات الاشتراكية السوفياتية (بالروسية: Министерство финансов СССР)‏ والتي تأسست في 15 مارس 1946، كانت واحدة من أهم المكاتب الحكومية في الاتحاد السوفيتي. حتى عام 1946 كانت تُعرف باسم مفوضية الشعب للشؤون المالية (بالروسية: Народный комиссариат финансов)‏ أو اختصارًا "ناركومفين"). تأسست الوزارة، على مستوى عموم الاتحاد، في 6 يوليو 1923 بعد توقيع معاهدة إنشاء اتحاد الجمهوريات الاشتراكية السوفياتية، واستندت إلى المفوضية الشعبية للشؤون المالية لجمهورية روسيا الاتحادية الاشتراكية السوفياتية التي تشكلت في عام 1917. كان يرأس الوزارة وزير المالية، الذي كان قبل عام 1946 مفوضًا، تم ترشيحه من قبل رئيس الحكومة ثم تم تثبيته من قبل هيئة رئاسة مجلس السوفييت الأعلى. وكان الوزير عضوا في مجلس الوزراء.
خلال الحرب الأهلية الروسية، وبعدها مباشرة، قامت المفوضية عادة بمصادرة الممتلكات لدعم العمليات الحكومية. بعد فترة قصيرة من الاستقرار بعد الحرب الأهلية، فرضت المفوضية عدة ضرائب حكومية على السكان. يختلف هيكل المفوضية قليلاً عن سابقتها في العهد القيصري، وكان الاختلاف الوحيد الملحوظ هو أن الوزارة السوفيتية كانت مركزية للغاية بينما كانت وزارة المالية القيصرية لا مركزية للغاية. قامت المفوضية، ومن ثم الوزارة، بإعداد الموازنة العامة للدولة في عملية مشتركة مع فرعيها الجمهوري والمحلي. لقد مر هيكل الوزارة بتغييرات قليلة بسبب النهج المحافظ الذي اتبعته الحكومة السوفيتية تجاه التغيير. أدخل الزعيم السوفيتي ميخائيل جورباتشوف العديد من الإصلاحات خلال فترة حكمه والتي كان لها نتيجة غير مقصودة تتمثل في الإضرار بشكل كبير بمكانة الوزارة.

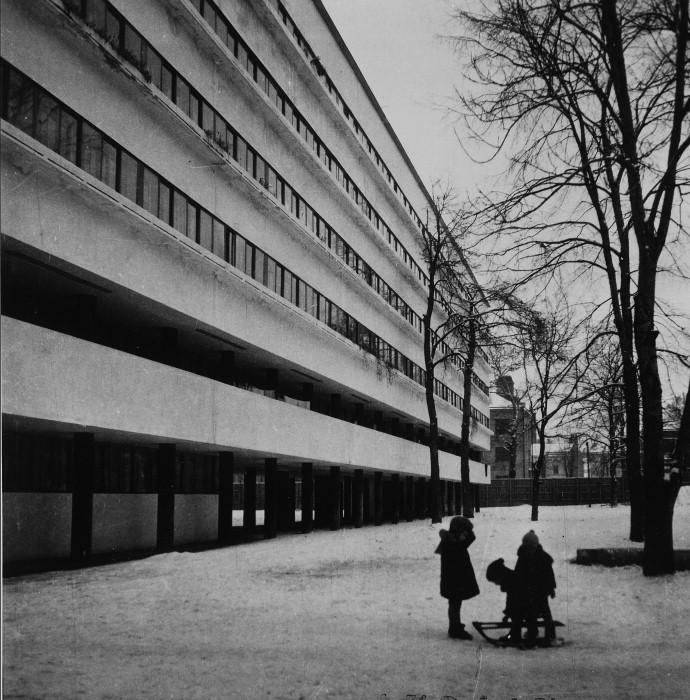
بناء مبنى وزارة المالية أو المعرُوفة باسم ناركومفين، وذلك لإيواء موظفي مفوضية المالية.

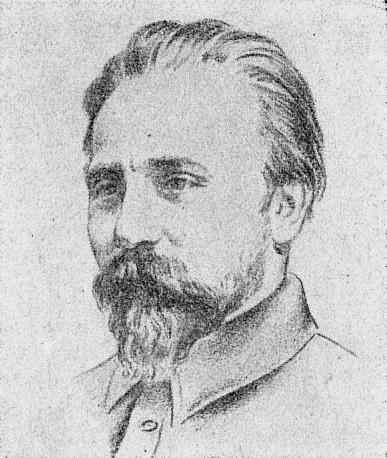
أحد زعماء المالية السوفييت، نيكولاي بريوخانوف، تم اعتقاله وإعدامه في عام 1938، خلال عملية التطهير الكبرى.